# جوزيف هنري ثاير
جوزيف هنري ثاير (بالإنجليزية: Joseph Henry Thayer)‏ هو مترجم الكتاب المقدس ‏ أمريكي، ولد في 7 نوفمبر 1828، وتوفي في 26 نوفمبر 1901.